# کشتی‌چسب غازی
کشتی‌چسب غازی (انگلیسی: Goose barnacle) یا کشتی‌چسب ساقه‌دار گروهی از سخت‌پوستان پالیده‌خوار هستند که به سطوح سخت سنگ‌ها و شناورها در منطقه جزر و مدی اقیانوس چسبیده و در آنجاها زندگی می‌کنند.